# Олд Сејбрук Сентер (Конектикат)
Олд Сејбрук Сентер (енгл. Old Saybrook Center) насељено је место без административног статуса у америчкој савезној држави Конектикат.

## Демографија
По попису из 2010. године број становника је 2.039, што је 77 (3,9%) становника више него 2000. године.
| Група             | 2000.         | 2010.         |
| Белци             | 1.864 (95,0%) | 1.821 (89,3%) |
| Афроамериканци    | 12 (0,6%)     | 22 (1,1%)     |
| Азијати           | 42 (2,1%)     | 80 (3,9%)     |
| Хиспаноамериканци | 33 (1,7%)     | 99 (4,9%)     |
| Укупно            | 1.962         | 2.039         |